# Alphinellus gibbicollis
Alphinellus gibbicollis är en skalbaggsart som beskrevs av Bates 1881. Alphinellus gibbicollis ingår i släktet Alphinellus och familjen långhorningar.
Artens utbredningsområde är Guatemala. Inga underarter finns listade i Catalogue of Life.